# Terinos militum
Terinos militum är en fjärilsart som beskrevs av Charles Oberthür 1897. Terinos militum ingår i släktet Terinos och familjen praktfjärilar. Inga underarter finns listade i Catalogue of Life.